# Draft NFL 1969
Il Draft NFL 1969 si è tenuto dal 28 al 29 gennaio 1969. Questo fu il terzo e ultimo draft in cui National Football League e American Football League tennero un draft comune. Dalla stagione successiva infatti le due leghe si fusero.

## Primo giro
|  | = Pro Bowler |  | = AFL All-Star |  |  | = Hall of Famer |

| Scelta # | Squadra             | Giocatore       | Ruolo            | College       |
| -------- | ------------------- | --------------- | ---------------- | ------------- |
| 1        | Buffalo Bills       | O.J. Simpson    | Running Back     | USC           |
| 2        | Atlanta Falcons     | George Kunz     | Offensive tackle | Notre Dame    |
| 3        | Philadelphia Eagles | Leroy Keyes     | Running Back     | Purdue        |
| 4        | Pittsburgh Steelers | Joe Greene      | Defensive Tackle | North Texas   |
| 5        | Cincinnati Bengals  | Greg Cook       | Quarterback      | Cincinnati    |
| 6        | Boston Patriots     | Ron Sellers     | Split End        | Florida State |
| 7        | San Francisco 49ers | Ted Kwalick     | Tight end        | Penn State    |
| 8        | Los Angeles Rams    | Larry Smith     | Running Back     | Florida       |
| 9        | San Diego Chargers  | Marty Domres    | Quarterback      | Columbia      |
| 10       | Los Angeles Rams    | Jim Seymour     | Split End        | Notre Dame    |
| 11       | Miami Dolphins      | Bill Stanfill   | Defensive end    | Georgia       |
| 12       | Green Bay Packers   | Rich Moore      | Defensive Tackle | Villanova     |
| 13       | New York Giants     | Fred Dryer      | Defensive End    | San Diego St. |
| 14       | Chicago Bears       | Rufus Mayes     | Offensive Tackle | Ohio State    |
| 15       | Houston Oilers      | Ron Pritchard   | Linebacker       | Arizona State |
| 16       | San Francisco 49ers | Gene Washington | Flanker          | Stanford      |
| 17       | New Orleans Saints  | John Shinners   | Offensive Guard  | Xavier        |
| 18       | San Diego Chargers  | Bob Babich      | Linebacker       | Miami (OH)    |
| 19       | St. Louis Cardinals | Roger Wehrli    | Defensive back   | Missouri      |
| 20       | Cleveland Browns    | Ron Johnson     | Running Back     | Michigan      |
| 21       | Los Angeles Rams    | Bob Klein       | Tight End        | USC           |
| 22       | Oakland Raiders     | Art Thoms       | Defensive Tackle | Syracuse      |
| 23       | Kansas City Chiefs  | Jim Marsalis    | Defensive Back   | Tennessee St. |
| 24       | Dallas Cowboys      | Calvin Hill     | Running Back     | Yale          |
| 25       | Baltimore Colts     | Eddie Hinton    | Flanker          | Oklahoma      |
| 26       | New York Jets       | Dave Foley      | Offensive Tackle | Ohio State    |

## Hall of Fame
All'annata 2013, cinque giocatori della classe del Draft 1969 sono stati inseriti nella Pro Football Hall of Fame:
- O.J. Simpson, Running Back dalla University of Southern California taken scelto come primo assoluto dai Buffalo Bills della American Football League.

Induzione: Professional Football Hall of Fame, classe del 1985.
- Joe Greene, Defensive Tackle dalla University of North Texas scelto come quarto assoluto dai Pittsburgh Steelers.

Induzione: Professional Football Hall of Fame, classe del 1987.
- Ted Hendricks, Linebacker dalla University of Miami (Florida) scelto nel secondo giro come 33º assoluto dai Baltimore Colts.

Induzione: Professional Football Hall of Fame, classe del 1990.
- Charlie Joiner, Wide Receiver dalla Grambling State University scelto nel quarto giro come 93º assoluto dagli Houston Oilers della AFL.

Induzione: Professional Football Hall of Fame, classe del 1996.
- Roger Wehrli, Cornerback da Missouri scelto come 19 assoluto dai St. Louis Cardinals.

Induzione: Professional Football Hall of Fame, classe del 2007.